# Siamesisch-Kambodschanischer Krieg 1603
Der Siamesisch-Kambodschanische Krieg 1603 war eine militärische Auseinandersetzung zwischen dem Königreich Ayutthaya und Kambodscha. 

## Vorgeschichte
Zum Ende des Siamesisch-Kambodschanischen Krieges 1593–1594 floh König Sattha († 1596) nach Luang Phrabang, der sich vorher vergeblich an die auf den Philippinen sitzenden spanischen Kolonialherren gewandt hatte. Deren Truppen kamen zu spät, um noch in den Krieg eingreifen zu können. Sie erreichten Kambodscha 1597, töteten den Usurpator auf dem Thron und setzten einen der Söhne Satthas als Barom Reachea II. auf den Thron. Da die meisten Kambodschaner keine Einmischung äußerer Kräfte auf ihre Thronfolge wollten, kam es zu einem Aufstand, während dessen Phnom Penh genommen und die Spanier getötet oder vertrieben wurden. Auch der von den Spaniern eingesetzte König Barom Reachea II. wurde getötet. Anschließend jedoch wurde das Land von drei inkompetenten und korrupten Monarchen regiert, so dass die Mutter des ehemaligen Königs sich an König Naresuan von Ayutthaya um Hilfe wandte.

## Verlauf
König Naresuan von Ayutthaya stellte ein Expeditionsheer von 6.000 Mann auf und übergab dem kambodschanischen Prinzen Srisuphanma den Befehl über die Streitmacht. Sie drang in Kambodscha ein, überwältigte den Widerstand der Aufständischen und brachte den Prinzen als König Barom Reachea IV. auf den Thron von Kambodscha. 
Als Gegenleistung für die Hilfe Siams verlangte Naresuan die Oberhoheit über Kambodscha, was Barom Reachea IV. zu einem Vasallen von Ayutthaya machte.

## Folgen
Das kurze Zwischenspiel Spaniens in Südostasien markiert den letzten nennenswerten Kontakt Kambodschas mit europäischen Mächten bis zur Ankunft der Franzosen Mitte des 19. Jahrhunderts.